# オルランド (ヘンデル)

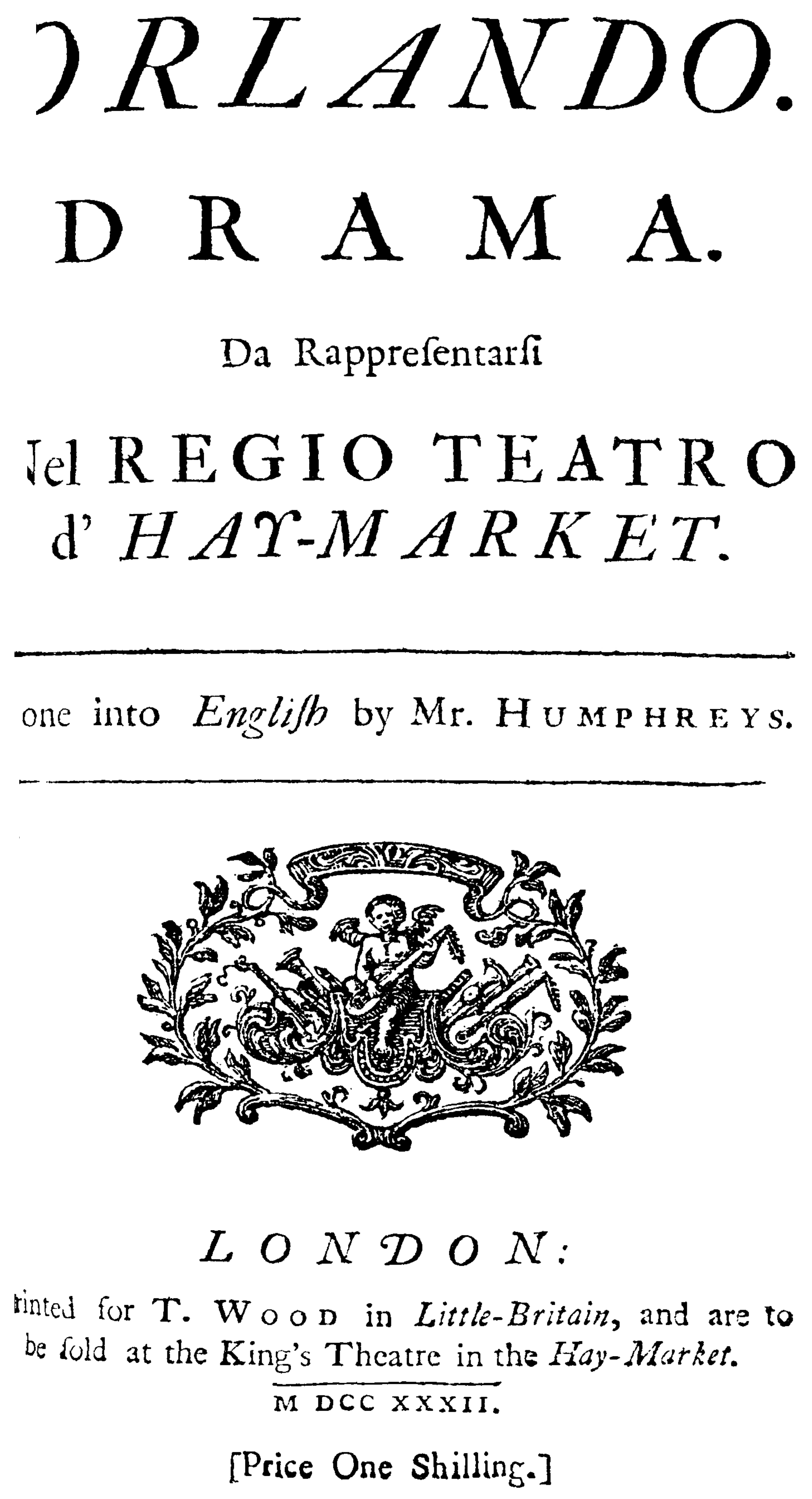
1732年のリブレット表紙

『オルランド』（Orlando）HWV 31は、ゲオルク・フリードリヒ・ヘンデルが1732年に作曲し、翌1733年ロンドンで上演されたイタリア語のオペラ・セリア。
アリオストの『狂えるオルランド』にもとづく。本作のほかに1735年に上演された『アリオダンテ』、『アルチーナ』も『狂えるオルランド』にもとづいている。

## 概要

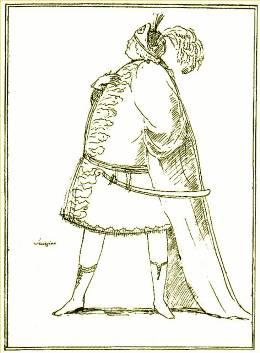
セネジーノのカリカチュア

1728年に王立音楽アカデミーが倒産した後、ヘンデルはハイデッガーとともにアカデミーを再建し、5年間の契約を結んでヘイマーケット国王劇場でオペラを上演した。『オルランド』はこの時代に作曲された最後のオペラである。
アリオストの『狂えるオルランド』にもとづき、カルロ・シジズモンド・カペーチェによって書かれた台本を元にしている。原作にない魔術師ゾロアストロが追加されているのが特徴である。
当時のオペラ・セリアではバスは脇役でしかないのが普通だったが、ヘンデルはゾロアストロ役のバス歌手に優れたアリアを歌わせている。また音楽はヘンデルのオペラのうちでもっとも多様で、オルランドが狂気に陥る箇所では、5⁄8拍子の音階の断片が出現したり、アリアの途中に別の曲が長々と挿入されるなど、非常に凝ったものになっている。
曲は1732年11月20日に完成、1733年1月27日に初演され、かなりの成功をおさめた。シーズン中に10回上演された。しかし、主役のオルランドを演じたカストラートのセネジーノは、この曲に自分のアリアが少ないことや、風変りな狂乱シーンが不満だった。同年後半にライバルの貴族オペラが設立されると、セネジーノらの看板歌手が貴族オペラに引き抜かれたため、ヘンデルは苦境に陥った。

## 編成
- ホルン2、リコーダー2、オーボエ2、ファゴット、ヴィオレッタ・マリーナ（ヴィオラ・ダモーレのことかという[4]）2、弦、通奏低音[6]。

## 登場人物
- オルランド：コントラルト（カストラート）- 騎士。
- アンジェリカ：ソプラノ - カタイの王女。
- メドーロ：コントラルト - アフリカの王子。
- ドリンダ：メゾソプラノ - 羊飼いの娘。
- ゾロアストロ：バス - 魔法使い。

なお、会話の中でオルランドが助けた王女イザベラについて言及されるが、本人は登場しない。

## あらすじ

### 第1幕
冒頭、ゾロアストロは星にむかって祈る。恋になやむオルランドが現れるが、ゾロアストロは彼に、愛の神ではなく戦いの神マルスを追い求めるよう忠告する(Lascia Amore, e segui Marte)。
オルランドとアンジェリカは恋人であったが、アンジェリカは傷ついたメドーロの手当てをするうちに、メドーロに心移りして互いに愛しあうようになる。一方、羊飼いの娘ドリンダもメドーロに恋していた。メドーロはドリンダに、アンジェリカは自分の親戚で恩があるだけだというが、ドリンダはその言葉を信ずることができない。
ゾロアストロはアンジェリカに、裏切られたと知ったらオルランドは復讐しようとするだろうと忠告する。アンジェリカは自分を探しに来たオルランドを体良くあしらい、その後メドーロと逢引きの約束をするが、隠れて見ていたドリンダに事情がばれてしまう。なぐさめようとするアンジェリカとメドーロ、嘆くドリンダの三重唱(Consolati, o bella)で幕になる。

### 第2幕
ドリンダはまだメドーロのことを忘れられない (Quando spieghi i tuoi tormenti)。オルランドに会ったドリンダは、アンジェリカがメドーロとともにこの地を去ったと伝え、アンジェリカからもらった宝石を見せる。オルランドはその宝石がかつて自分がアンジェリカに贈ったものであることを確認し、復讐を誓う。
ゾロアストロは、森の月桂樹のもとで逢引きするドリンダとアンジェリカに、早く出発してオルランドの怒りを避けるように言う。アンジェリカとメドーロは月桂樹にふたりの名を刻んで去る。
ふたりを追ってきたオルランドは、月桂樹に刻まれた名前を見て怒る。オルランドはアンジェリカを発見して追いかけるが、（ゾロアストロの魔法の助けで）アンジェリカは逃げおおせる。オルランドは怒りのあまり発狂して自分が冥府にいる幻覚を見る (Ah! Stigie larve / Vaghe pupille)。

### 第3幕
メドーロはオルランドから隠れるためにドリンダの家を利用する。
ついでオルランドがドリンダのもとを訪れて愛を告白するのでドリンダは驚くが、オルランドが怒りで気がおかしくなっているのだと気づく。
ゾロアストロがあらわれてひそかに魔法をかける。
ドリンダはアンジェリカに、オルランドが自分の家を破壊し、メドーロを殺して埋めたと告げる。そこにオルランドが現れ、アンジェリカを崖からつき追とす。ゾロアストロの魔法によってオルランドは眠らされ (Già l'ebro mio ciglio)、癒しの薬を与えられる。目がさめて正気に戻ったオルランドは後悔にさいなまれるが、そこへアンジェリカとメドーロが生きて現れる。ゾロアストロは自分がふたりを助けたことを明かす。
人々はオルランドに許しを請う。オルランドは、自分は今まで怪物と戦ってきたが、今回は自分自身と愛の神に打ち勝ったと宣言し、アンジェリカとメドーロが結ばれることを認める。全員の合唱で幕を閉じる。

## 演奏
1920年代のドイツではヘンデルオペラの復活公演が盛んになり、『オルランド』も1922年にドイツ語に翻訳・編曲された版がハレ・ヘンデル音楽祭で上演された。
1980年代にはいくつかの公演が行われている。ピーター・セラーズの演出ではSF的な解釈がなされている。一方ニコラス・マクギーガン(en)の演出はバロック的である。
2007年にチューリッヒ歌劇場で公演されたイェンス＝ダニエル・ヘルツォーク演出の公演（ウィリアム・クリスティー指揮）は映像化されている。舞台を19世紀末のサナトリウムに移している。